# کلارک جانسون
کلارک جانسون (انگلیسی: Clark Johnson؛ زادهٔ ۱۰ سپتامبر ۱۹۵۴) یک هنرپیشه، و کارگردان اهل ایالات متحده آمریکا است.
از فیلم‌ها یا برنامه‌های تلویزیونی که وی در آن نقش داشته است می‌توان به عقاب آهنی، آخرین لحظه، ماجراهای نگهداری از کودکان، یاغی‌ها و عامل نفوذی اشاره کرد.